# 高宏霞
高宏霞（1973年—），中国足球运动员，中国国家女子足球队成员。曾代表中国参加1999年国际足联女子世界杯和2003年国际足联女子世界杯，其中在1999年世界杯获得亚军。